# Enzo Siciliano
Enzo Siciliano (Roma, 27 maggio 1934 – Roma, 9 giugno 2006) è stato uno scrittore, saggista e drammaturgo italiano.

## Biografia
Nacque a Roma da genitori originari di Bisignano (in provincia di Cosenza). Si laureò in filosofia; la sua formazione fu segnata da alcuni grandi protagonisti della cultura del Novecento, da Giacomo Debenedetti ad Alberto Moravia, da Pier Paolo Pasolini a Giorgio Bassani e Attilio Bertolucci. 
Prima dell'esordio letterario e dell'attività pubblicistica, fu insegnante e funzionario della Rai, di cui fu anche presidente tra il 1996 e il 1998.
In quest'ultima funzione, suscitò scalpore la sua decisione di mandare in onda la diretta dell'apertura della stagione lirica del Teatro alla Scala di Milano con l'opera lirica Macbeth in prima serata su Raiuno al posto del telegiornale delle 20: era la prima volta che succedeva nella storia della televisione italiana.
Esordì nella narrativa con Racconti ambigui nel 1963 e fu condirettore di «Nuovi Argomenti» e direttore del Gabinetto Vieusseux di Firenze. Col romanzo sulla vita di Mozart I bei momenti  Siciliano vinse nel 1998 il Premio Strega; nella sua grande produzione letteraria bisogna poi certamente ricordare La notte matrigna del 1975, Non entrare nel campo degli orfani (2002) nonché il postumo La vita obliqua, ambientato in una Calabria dura e ancestrale. Importante l'affresco letterario e storico che Siciliano fece della vita culturale italiana degli anni 70 e 80 in Campo dei fiori (1993) .
Con La coppia ebbe la sua unica esperienza di regia, per la quale dichiarò che, dapprima disorientato dalla offerta che gli fu fatta di dirigere il film tratto dal suo omonimo romanzo, decise, poi, di accettare perché gli pareva una esperienza sconvolgente (I problemi tecnici per chi fa il regista si risolvono, perché sono sempre mediati attraverso altri) e che una volta sul set non aveva tenuto in alcun conto del libro, avendo compreso che il cinema era tutta un'altra cosa.
Partecipò, poi, come sceneggiatore ai film Io e lui (1973) di Luciano Salce e Il silenzio è complicità (1976) di Laura Betti. Degne di nota le sue appassionate biografie, sempre in bilico fra critica e letteratura: Vita di Pasolini e Puccini.
Nella sua lunga esperienza come direttore di «Nuovi Argomenti» fu un tenace e attentissimo talent-scout. Fra le sue numerose "scoperte" ricordiamo gli scrittori Dario Bellezza, Franco Cordelli, Sandro Veronesi, Edoardo Albinati, Aurelio Picca, Andrea Carraro, Mario Desiati, Alessandro Piperno, Leonardo Colombati e Lorenzo Pavolini e i critici Massimo Onofri, Raffaele Manica e Emanuele Trevi.
Nel 1969 svolse attività di critico letterario su L’Espresso e su L’Opinione.
Come prefatore e critico scrisse su Giuseppe Gioachino Belli, Camillo Boito, Antonio Fogazzaro, Luigi Pirandello, Salvatore Di Giacomo, Alberto Savinio, Giovanni Papini, Sandro Penna, Anna Banti, Vitaliano Brancati, Carlo Cassola, Giovanni Testori, Alberto Moravia, Achille Campanile, Mario Soldati, Ennio Flaiano, Cesare Brandi, Giacomo Debenedetti, Thomas Hardy, Cees Nooteboom, Joseph Conrad, Tristan Corbière, Henry Miller; inoltre tradusse Macbeth di William Shakespeare e Berenice di Jean Racine, e adattò Nella gabbia di Henry James per il teatro.
Negli anni 80 condusse per qualche tempo il programma Taglio di terza su Radio 2.
Il vasto patrimonio librario di Enzo Siciliano è confluito interamente in un fondo apposito depositato a Roma presso la biblioteca Casa delle Letterature e disponibile alla libera consultazione degli utenti.

## Vita privata
Fu sposato con Flaminia Petrucci, figlia di Hilde Brat e Concezio Petrucci, l'architetto delle città nuove.

## Omaggi
- Nel maggio 2008, viste le origini della sua famiglia e il legame che soprattutto in gioventù lo portarono a trascorrervi parte della sua vita, gli venne intitolato l'istituto d'istruzione superiore della Città Bisignano, Liceo scientifico e ITIS[4][5]

- Nel 2011 fu realizzato un Meridiano delle sue opere a cura di Raffaele Manica.

## Opere

### Romanzi e racconti
- Racconti ambigui (Feltrinelli, 1963 e Pequod, 2004)
- La coppia (Feltrinelli, 1966)
- Dietro di me (Garzanti, 1971)
- Rosa pazza (e disperata) (Garzanti, 1973; Mondadori 1994)
- La notte matrigna (Rizzoli, 1975; Mondadori 1997)
- La principessa e l'antiquario (Rizzoli, 1980)
- La voce di Otello (Mondadori, 1982)
- Diamante (Mondadori, 1984)
- Cuore e fantasmi (Mondadori, 1990)
- Il bagno della regina (Mondadori, 1991)
- Romanzo e destini (Theoria, 1992)
- Carta blu (Mondadori, 1992)
- Campo de' fiori (Rizzoli, 1993)
- Mia madre amava il mare (Rizzoli, 1994)
- I bei momenti (Mondadori, 1997)
- Non entrare nel campo degli orfani (Mondadori, 2002)
- Il risveglio della bionda sirena (Mondadori, 2004)
- Racconti ambigui (Pequod, 2004)
- La vita obliqua (Mondadori, 2007, pubblicato postumo)
- Cuore e fantasmi (Italic Pequod, 2010)

### Teatro
- La tragedia spagnola, rielaborato da Thomas Kyd insieme a Dacia Maraini (Feltrinelli, 1966)
- Jacopone (1986)
- La casa scoppiata (Mondadori, 1986)
- La vittima (Mondadori, 1987)
- Singoli (Gremese, 1988)
- Atlantico (Gremese, 1991)
- Morte di Galeazzo Ciano (Einaudi, 1998)
- Tournée (postumo, a cura di Andrea Caterini, Edizioni Stilos, 2010)

### Saggi
- Prima della poesia (Vallecchi, 1965)
- Autobiografia letteraria (Garzanti, 1970)
- Puccini (Rizzoli, 1976)
- Vita di Pasolini (Rizzoli, 1978; Giunti, 1995; Mondadori 2005)
- Alberto Moravia: vita, parole, idee di un romanziere (Longanesi 1971; Bompiani, 1982)
- La bohème del mare: dieci anni di letteratura 1972-82 (Mondadori, 1983)
- Letteratura italiana (tre volumi, Mondadori)
  - 1: Da Francesco d'Assisi a Ludovico Ariosto (1986)
  - 2: Da Niccolò Machiavelli a Giambattista Vico (1987)
  - 3: Da Carlo Goldoni a Giovanni Verga (1988)
- Ma tu che libri hai letto? (Gremese, 1991)
- Diario italiano 1991-1996 (Mondadori, 1997)
- Diario italiano 1997-2006 (Perrone, 2008, postumo, a cura di Andrea Caterini)
- Cinema & film: cronaca di un amore contrastato (Rizzoli, 1999)
- Carta per musica: diario di una passione, da Mozart a Philip Glass (Mondadori, 2004)

### Raccolte
- Opere scelte, a cura di Raffaele Manica, «I Meridiani» Mondadori, 2011

### Curatele
- Racconti italiani del Novecento (antologia di 71 autori in 1524 pagine), Collezione I Meridiani, Milano, Mondadori, I ed. 1983; nuova edizione ampliata in 3 tomi (298 autori in 6000 pagine), I Meridiani, Mondadori, 2001.

## Premi letterari
- 1981: Premio Viareggio[7]
- 1986: Premio Nazionale Rhegium Julii, Saggistica[8]
- 1992: Premio Selezione Campiello[9]
- 1994: Premio Procida-Isola di Arturo-Elsa Morante[10]
- 1998: premio Strega)[11]

Inoltre, i romanzi Rosa pazza (e disperata) nel 1973 e La principessa e l'antiquario nel 1981 sono stati finalisti al Premio Strega.

## Filmografia parziale

### Regista e sceneggiatore
- La coppia (1968)

### Sceneggiatore e montatore
- Il silenzio è complicità, regia di Laura Betti (1976)

### Attore
- Il vangelo secondo Matteo, regia di Pier Paolo Pasolini (1964)[14]